# Claudio Rodríguez Fer
Claudio Rodríguez Fer (Lugo, 1956) è uno scrittore spagnolo galiziano.
Professore e Direttore della Cátedra José Ángel Valente de Poesia e Estetica dell'Università di Santiago di Compostela. Ha scritto racconti brevi, storia di vita, teatro e numerosi libri di poesia, cinque dei quali sono riuniti nel volume erotico Vulva (1990). Autore de numerosi saggi e de numerosi edizioni critiche sulla letteratura galega, spagnola, latinoamericana e universale. Collaboratore nei media, sceneggiatore e critico cinematografico. Coordina con Carmen Blanco la rivista libertaria e multiculturale Unión Libre. Cadernos de vida e culturas.
Tradotto in italiano in Antologia della poesia spagnola (castigliana, catalana, galega, basca), a cura di Rosa Rossi e Valentí Gómez i Oliver, Cittadella, Nuove Amadeus Edizioni, I Poeti di Amadeus (1996), e Quaderno Autori & Scrittura, a cura di Paolo Valesio, Mantua (agosto, 1996). Tradotto per Christine Stufferin, Alberto Cappi e Yorick Gómez Gane in italiano in L'ansia di avere le ali (2015) (Contenuto: "Tre amori", "Tre luoghi" e "Tre viaggi").

## Poesia
- Poemas de amor sen morte (1979)
- Tigres de ternura (1981), Tender Tigers (2012)
- Cinepoemas (1983)
- Historia da lúa (1984)
- A boca violeta (1987)
- Lugo blues (1987)
- Vulva (1990)
- Cebra (1991)
- A muller núa (1992)
- Extrema Europa (1996)
- A unha muller descoñecida (1997)
- Rastros de vida e poesía (2000)
- Moito máis que mil anos / Muioc'h kalz eget mil bloaz (2000)
- A vida. Gravados sobre corpo (2002)
- A loita continúa (2004)
- Viaxes a ti (2004), Voyages à toi (2008)
- Ámote vermella (2009)
- Unha tempada no paraíso (2010), Uma temporada no paraíso (2019)
- Amores e clamores (Poesía reunida) (2011)
- Terra extrema de radiación amorosa (2011)
- O cuarto bretón / La pièce bretonne (2014)
- Revolución rosaliana en Nova York / Rosalía's Revolution in New York (2014)
- Icebergs (Micropoemas reunidos) (2015)
- Ansia das alas / L'ansia di avere le ali (2015)
- Amores sen morte / Deathless Loves (2015)
- A cabeleira (Poema en 35 idiomas) (2015)
- A Cabeleira (Poema en 60 idiomas) (2016)
- Os amores profundos / Les amours profonds (2016)
- Anarquista o nada (Poemas de la memoria libertaria) (2016)
- A cabeleira multilingüe (Poema en 65 idiomas) (2017)
- Pai meu (Amén, camarada) (Poema en 8 idiomas) (2017), 11 (2019), 16 (2020)
- Limiares sen límites / Πύλες απειράριθμες (2017)
- A muller sinfonía (Cancioneiro vital) 2018)
- Corpoética (catálogo de exposición) 2018)
- Diálogos imposibles / Dialogues impossibles (2018)
- Criptografías (2018)
- Máis alá do bosque / Dincolo de pădure (2018)
- Beleza ou barbarie / Bellesa o barbàrie (2019)
- A viaxe vermella (María Casares) (Poema en 11 idiomas) (2021)
- ADN do infinito (2021), DNA do infinito (2024)
- Nova York, Novos Poemas / New York, New Poems (2022)
- A cabeleira (Poema en 70 idiomas) (2023)

## Narrativa
- Meta-relatos (1988)
- A muller loba (1993)
- Belas e bestas (2002)
- O muiñeiro misterioso (2005)
- A bela mestra (2005)
- Os paraísos eróticos (2010)
- Contos e descontos (Narrativa completa) (2011)

## Saggi
- A Galicia misteriosa de Ánxel Fole (1981)
- Antonio Machado e Galicia (1989)
- Poesía galega (1989)
- Arte literaria (1991)
- José Ángel Valente (1992)
- Comentarios de textos contemporáneos (1992)
- Comentarios de textos populares e de masas (1994)
- A literatura galega durante a guerra civil (1994)
- Material Valente (1994)
- Acometida atlántica. Por un comparatismo integral (1996)
- Ánxel Fole. Vida e obra (1997)
- O mundo lucense de Ánxel Fole (1997)
- Ánxel Fole. Unha fotobiografía (1997)
- Guía de investigación literaria (1998)
- Borges dende o labirinto galego (2008)
- Valente: el fulgor y las tinieblas (2008)
- Meus amores celtas (2010)
- Valente vital (Galicia, Madrid, Oxford) (2012)
- Borges y todo (Escepticismo y otros laberintos) (2013 e 2023)
- Valente vital (Ginebra, Saboya, París) (2014)
- Valente vital (Magreb, Israel, Almería) (2017)
- Valente infinito (Libertad creativa y conexiones interculturales) (2018)
- Valente epistolar (Correspondencia de José Ángel Valente con sus amistades) (2021)
- Santiago Marcos, poeta topo contra el fascismo (2023)
- Poetas concatenados: Cavafis, Cernuda, Valente y Gamoneda (2024)

## Edizioni e introduzioni
- Contos de lobos, di Ánxel Fole (1985, 1989)
- Cántigas de alén, di José Ángel Valente (1987, 1989, 1996)
- Con pólvora e magnolias, di Xosé Luís Méndez Ferrín (1989)
- Os eidos, di Uxío Novoneyra (1990)
- Guerra literaria, di Rafael Dieste (1991)
- Verbas de chumbo, di Castelão (1992)
- Poesía perdida, di Ricardo Carballo Calero (1993)
- Obras reunidas, di Ángel Johán (1993)
- Cartafolio galego, di Ánxel Fole (1996)
- Obra galega completa, di Ánxel Fole (1997)
- A lenda do Grande Inquisidor, di Fëdor Dostoevskij (1998)
- Cuaderno de versiones, di José Ángel Valente (2001)
- Cima del canto, di José Ángel Valente (2002)
- Obra literaria completa, di Ánxel Fole (2003)
- Obras completas II. Ensayos, di José Ángel Valente (2002)
- Ensayos sobre José Ángel Valente, de Juan Goytisolo (2009)
- Álvaro Cunqueiro en Ortigueira, de Álvaro Cunqueiro (2011)
- Musgo / Moss, de Emily Dickinson (2015)